# 卡爾弗頓帕克 (密蘇里州)
卡爾弗頓帕克（英語：Calverton Park）是位於美國密蘇里州聖路易斯縣的城市。

## 人口
根據2020年美國人口普查的數據，卡爾弗頓帕克的面積為1.08平方千米，當中陸地面積為1.07平方千米，而水域面積為0.01平方千米。當地共有人口1143人，而人口密度為每平方千米1,058人。